# كيفن ك. واشبورن
كيفن ك. واشبورن (بالإنجليزية: Kevin K. Washburn)‏ هو عالم قانوني أمريكي، ولد في 9 أغسطس 1967.